# Португалія на літніх Олімпійських іграх 1992
Португалія брала участь у Літніх Олімпійських іграх 1992 року у Барселоні (Іспанія) увісімнадцяте за свою історію, але не завоювала жодної медалі. Найбільше число представників збірної з 1912 року. Збірна дебютувала у тенісі, бадмінтоні і жіночому дзюдо.